# Bougouriba
Bougouriba is een van de 45 provincies van Burkina Faso. De hoofdstad is Diébougou.

## Geografie
Bougouriba heeft een oppervlakte van 2.812 km² en ligt in de regio Sud-Ouest.
De provincie is onderverdeeld in vijf departementen: Bandigui, Diébougou, Dolo, Nioronioro en Tiankoura.

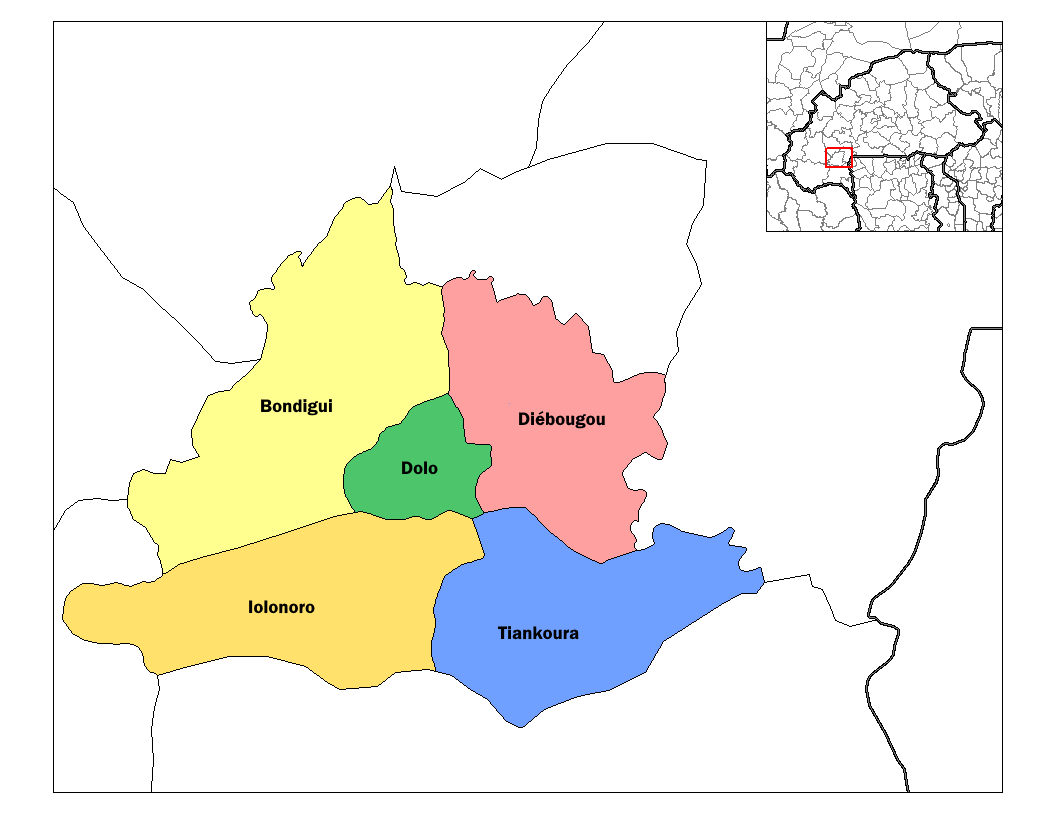
Departementen van Bougouriba

## Bevolking
In 1996 leefden er 76.498 mensen in de provincie. In 2019 waren dat er naar schatting 153.000.
Balé · Bam · Banwa · Bazéga · Bougouriba · Boulgou · Boulkiemdé · Comoé · Ganzourgou · Gnagna · Gourma · Houet · Ioba · Kadiogo · Kénédougou · Komondjari · Kompienga · Kossi · Koulpélogo · Kouritenga · Kourwéogo · Léraba · Loroum · Mouhoun · Nahouri · Namentenga · Nayala · Noumbiel · Oubritenga · Oudalan · Passoré · Poni · Sanguié · Sanmatenga · Séno · Sissili · Soum · Sourou · Tapoa · Tuy · Yagha · Yatenga · Ziro · Zondoma · Zoundwéogo